# Анна Мария ван Схурман
Анна Мария ван Схурман (на нидерландски: Anna Maria van Schurman) или Анна Мария фон Шюрман (на немски: Anna Maria von Schürmann) е нидерландска художничка, гравьорка, писателка, поетеса, учена в областта на класическите науки, философ, полиглот и феминистка, най-известна с изключителното си образование и със защитата на женското образование.
Тя е високообразована жена, която изпъква в областта на изкуството, музиката и литературата и владее четиринадесет езика, включително латински, старогръцки, библейски иврит, арабски, сирийски, арамейски и етиопски, както и различни съвременни европейски езици. Тя е първата жена, която учи неофициално в нидерландски университет. По нейно време е наричана „Звездата на Утрехт“, „Нидерландската Минерва“ и „Десетата муза“.

## Биография

### Ранни години
Схурман се ражда през 1607 г. в богато семейство на реформатори. Баща ѝ Фредерик ван Схурман (починал през 1623 г.) произхожда от Антверпен, Нидерландия, а майка ѝ Ева фон Харф де Драйборн – от благородническото семейство от рода Юлих Айфел.
На четири години Схурман може да чете. На шест усвоява направата на изключително сложни изрезки от хартия, които надминават тези на всяко друго дете на нейната възраст. На 10-годишна възраст се научава да бродира за три часа. В някои от своите писания тя говори за това как е изобретила техниката на восъчната скулптура, казвайки: „Трябваше да открия много неща, на които никой не можеше да ме научи.“ Нейната восъчна скулптура – автопортрет е толкова реалистична, особено огърлицата, че нейната приятелка, принцесата на Насау, трябва да я убоде с карфица, за да се увери, че не е истинска.
Между 1613 и 1615 г. семейството ѝ се премества в Утрехт и около десет години по-късно отново се мести, този път във Франекер във Фризия. От около 11-годишна възраст Схурман взима уроци по латински език и по други предмети от баща си заедно с братята си – необичайно решение във време, когато момичетата в благороднически семейства обикновено не са обучавани в класическата литература. За да научи латински, баща ѝ дава да чете Сенека. Частното образование и самообучението са допълнени чрез кореспонденцията и дискусиите ѝ със забележителни личности като Андре Риве и Фридрих Шпанхайм, и двамата професори от Лайденския университет, и със съседа на семейството, Гизберт Воеций, професор в Утрехтския университет. Схурман се справя отлично с рисуването, дзиенджъ, бродирането и дърворезбата. Друга форма на изкуство, с която експериментира, е калиграфията, която научава. само като разглежда книга с модели. След като я усвоява, тя изобретява стилове, които ѝ позволяват да пише на много от езиците, които знае.

### Творчески и интелектуални постижения
След смъртта на баща ѝ семейството се премества обратно в Утрехт през 1626 г. През 20-те ѝ години домът на Схурман се превръща в място за срещи на интелектуалци. Сред нейните приятели са Константин Хюйгенс, Йохан ван Бевервайк, Якоб де Вит, Корнелиус Бой, Маргарета ван Годевийк и Утриша Огле. През 1630-те години тя учи гравюра при  Магдалена ван де Пасе. Комбинирайки техниките на гравиране със своите умения в калиграфията, тя създава прочути гравирани калиграфски произведения, които привличат вниманието на всички, които ги виждат, включително на нейните съвременници. Въпреки своята игривост и експерименти Схурман се отнася много сериозно към изкуството си и нейните съвременници знаят това. Самата тя казва, че е „невероятно надарена от Бог в изкуството“.
През 1634 г., поради отличното ѝ владеене на латински, тя е поканена да напише стихотворение за откриването на Утрехтския университет. В поемата тя прославя град Утрехт и новия университет. Отбелязва потенциала на университета да помогне на града да се справи с икономическите последици от наводненията и променящото се течение на река Рейн. Тя също така оспорва изключването на жени от университета. В отговор на нейната жалба университетските власти ѝ разрешават да посещава лекциите на проф. Воеций. През 1636 г. Схурман става първата студентка в университета или в който и да е нидерландски университет. По онова време на жените не е разрешено да учат в университет в протестантска Нидерландия и когато тя ходи на лекции, седи зад параван или в кабина със завеси, така че студентите да не могат да я видят. В университета тя изучава иврит, арабски, халдейски, сирийски и етиопски. Интересът ѝ към философията и богословието и артистичният ѝ талант допринасят за нейната слава и репутация на „звездата от Утрехт“. До 1640-те години владее свободно 14 езика и пише на латински, старогръцки, иврит, италиански, френски, арабски, персийски, етиопски, немски и нидерландски.
Според нейния съвременник Пиер Ивон Схурман владее отлично математика, география и астрономия. Набожната млада учена има няколко ухажори. След като съпругата му умира през 1631 г., нидерландския поет и композитор лорд Константин Хюйгенс иска ръката ѝ и написва 10 стихотворения на три езика за нея през 1634 г. Ангажиментът на Схурман към безбрачие и обучението ѝ изглеждат непоколебими. Когато тя избира фразата Amor Meus Crucifixus Est (от лат. „Любовта ми бе разпъната“) за свое мото, нейните интелектуални приятели са убедени, че изборът ѝ да не се омъжи се корени в нейната набожност, а не в нейната ученост.
Схурман създава деликатни гравюри с помощта на диамант върху стъкло, скулптура, моделиране на восък и резба на слонова кост и дърво. Тя рисува, особено портрети, като става първата известна нидерландски художничка, който използва пастел в портрет. Тя е приета в Гилдията на художниците „Св. Лука“ през 1643 г., което е знак за обществено признание на нейното изкуство.
Тя си кореспондира с датската благородничка Биргит Тот, която превежда класически автори и религиозни писания. Преводът на Тот на философските произведения на Сенека включва предговор, в който тя се застъпва за правото на жените да учат. Тот заявява, че превежда класически произведения, защото малко жени могат да четат латински. Схурман публично хвали Тот и я нарича „десетата муза на Севера“. Чрез кореспонденция Схурман създава мрежа от жени учени в цяла Европа. Тя си кореспондира на латински и иврит с Дороти Мур, на старогръцки с Батсуа Макин, на френски, латински и иврит с Мари дьо Гурне и Мари дю Мулен, на латински и френски с Елизабет Стюарт и на латински с кралица Кристина Шведска. Честа тема в тази кореспонденция е образованието на жените. В кореспонденцията Схурман изразява възхищението си от образовани жени като лейди Джейн Грей и кралица Елизабет I.
Неупълномощена версия на писанията на Схурман за образованието на жените е публикувана през 1638 г. в Париж под заглавието Dissertatio De Ingenii Muliebris ad Doctrinam, & meliores Litteras aptitudine. Тъй като неупълномощената колекция от нейни писания се разпространява, тя решава да публикува авторитетен латински трактат през 1641 г. През 1657 г. трактатът е публикуван на английски под заглавието The Learned Maid or, Whether a Maid may be a Scholar („Учената прислужница или Дали прислужница може да бъде учена“).

### Лабадизъм
През 60-те си години Схурман се очертава като един от основните лидери на лабадистите. През 1660-те години тя все повече се разочарова от реформаторските църкви в Нидерландия и си поставя за цел реформата на Църквата. Наред с кореспонденцията с министри тя пътува из страната и организира срещи с тях. Оплаква се от липсата на духовна преданост и от „излагането [на показ] на църковните лица“, които заемат църковния амвон.
През 1661 г. брат ѝ учи богословие при еврейския учен Йоханес Буксторф в Базел и научава за лишения от сан френски свещеник Жан дьо Лабади. Той пътува до Женева, за да се срещне с него. През 1662 г. той си кореспондира дълго със сестра си относно ученията на Лабади. Когато Лабади и малък брой последователи спират в Утрехт по пътя за Миделбург, те се настаняват в къщата на Схурман. Лабади става пастор на Миделбург, проповядвайки Миленаризъм, застъпвайки се за моралното възстановяване и че вярващите трябва да живеят отделно от невярващите. Схурман го подкрепя дори когато е отстранен като пастор. Когато в края на 1669 г. Лабади се установява в Амстердам, за да създаде сепаратистка църква, Схурман продава къщата си и част от библиотеката си. Тя се присъединява към сектантската общност на Лабади. През март 1669 г. тя скъсва с Реформаторската църква, когато публикува брошура от 10 страници „За Реформацията, необходима в момента в Църквата на Христос“. Тя осъжда църковните лица, че потъпкват „небесната мъдрост“, твърдейки, че Божият народ трябва да бъде отделен от „мондаите“ чрез „омраза към света“ и „Божия любов“. На 62 години се присъединява към лабадистите и се отрича от предишните си писания, в които, според нея, проявявала мнима интелектуалност и гордост, далеч от Божието знание и Божиите повели. Вместо да продължи с находчивото, но празно филологическо занимание с познаването на Бога, тя смята, че трябва да се отдаде на просвещението на населението и на работата в общината. Тази необичайна постъпка и скъсването с публичния живот вдигат голям шум в обществото. Следва публична клеветническа кампания към нея. Схурман е нападната от своите приятели интелектуалци, включително Хюйгенс и Воеций. Нейният стил на писане става откровен и уверен. Когато лабадистите трябва да напуснат Амстердам, Схурман си осигурява покана от приятелката си принцеса Елизабет Бохемска, която през 1667 г. става агуменка в лутеранския Damenstift на Херфордското абатство. 50-те лабадисти живеят там между 1670 и 1672 г. В Херфорд Схурман продължава своята работа в областта на изкуството, а лабадистите поддържат печатна преса. Схурман е наричана от лабадистите Мама, а Лабади Татко. Говори се, че Лабади и Схурман са се оженили, но всъщност той се жени за друга жена. 
През 1772 г. лабадистите се преместват в Алтона в Дания, тъй като Елизабет Бохемска се застъпва от тяхно име в кореспонденцията си с краля на Дания. През 1673 г. Схурман публикува първата част на трактата си „Евклерия, или Изборът на по-добрата част“ – препратка към Евангелието от Лука (10:42), когато Мария избира по-добрата част, като седи в краката на Христос. В него тя осмива противопоставянето на Гизберт Воеций на нейното възхищение от Света Паула, ученичка на Йероним Блажени, помогнала за превода на Библията на латински език. Воеций твърди, че жените трябва да имат ограничена обществена роля. Творбата ѝ е добре приета от Готфрид Лайбниц и от видни пиетисти, включително Йохан Якоб Шютц, Филип Якоб Шпенер и Елеонора ван Мерлау.
В тогава датския град Алтона край Хамбург, който е следващата спирка на преследваните, Лабади умира през 1674 г., и Схурман, която отдавна се е утвърдила като духовна водачка, става лидерка на групата. Всъщност тя проучва възможността да се премести в Англия, като си кореспондира с латинската учена Луси Хътчинсън и с богослова Джон Оуен по въпроса, но лабадистите се преместват в село Виуверт във Фризия и привличат много нови членове, включително Мария Сибила Мериан. Около 400 лабадисти практикуват абсолютно откъсване от светските ценности. Те се опитват да се върнат към ранните църковни практики, споделяйки цялата си собственост. Намират убежище в замъка Валта-Щате. Оттам Схурман започва оживена размяна на писма с Елеонора фон Мерлау и Йохан Якоб Шютц, който е вдъхновител на Collegium pietatis във Франкфурт и сред най-значимите представители на ранния лутерански пиетизъм, имал непосредствена роля и за възникването на немския пиетизъм.

### Смърт
През последните години от живота си Схурман е затворена вкъщи поради тежък ревматизъм. Тя продължава да пише, да поддържа кореспонденция и да работи върху втората част на „Евклерия“. Умира на 70 години през 1678 г., малко след завършването на втората част на „Евклерия“, в която определя своята група лабадисти като зародиш на бъдеща световна общност. Тя се противопоставя на всеобщо разпространеното мнение, че при лабадистите става дума за „луди жени“ и празни мечтатели. 10 години след смъртта ѝ замъкът Валт-Щате става последното убежище и за Мария Сибила Мериан, за майка ѝ и нейните две дъщери. Лабадистката общност просъществува още около 70 години, до към 1750 г.

## Произведения
Много от писанията на Схурман са публикувани приживе в множество издания, въпреки че някои от нейните писания са изгубени. 
Най-известната ѝ творба е Nobiliss. Virginis Annae Mariae a Schurman Opuscula Hebraea Graeca Latina et Gallica, Prosaica et Metrica („Незначителни произведения на иврит, гръцки, латински и френски в проза и поезия от най-благородната Ан Мария ван Схурман“). Публикувана е през 1648 г. от Фридрих Шпанхайм, професор по теология в Лайденския университет чрез базирания в Лайден издател „Елзевир“.
The Learned Maid or, Whether a Maid may be a Scholar („Учената прислужница или Дали една прислужница може да бъде учена“) на Схурман израства от нейната кореспонденция относно образованието на жените с богослови и учени от цяла Европа. В него тя представя лейди Джейн Грей като пример за стойността на женското образование. Схурман твърди, че обучението на жените по езици и Библията ще увеличи любовта на жените към Бога. Докато все по-голям брой кралски и богати семейства избират да образоват дъщерите си, момичетата и жените нямат официален достъп до образование. Също така тя твърди, че „Една прислужница може да бъде учена… Твърдението може да бъде доказано както от свойствата на формата на този субект или от рационалната душа, така и от самите действия и ефекти. Защото е очевидно, че прислужниците наистина научават всякакви изкуства и науки.“ Като твърди, че жените имат рационални души, тя предвещава картезианския аргумент за човешкия разум, подкрепяйки твърдението си, че жените имат право да бъдат образовани. Схурман и Рене Декарт си кореспондират и макар да не са съгласни относно тълкуването на Библията, и двамата смятат, че разумът е централен в човешката идентичност. „Учената прислужница“ включва кореспонденция с богослова Андре Риве. В кореспонденцията си с него Схурман обяснява, че жени като Мари дьо Гурне вече са доказали, че мъжът и жената са равни, така че тя няма да отегчава читателите си с повторения. Подобно на Риве Схурман твърди в „Учената прислужница“ за образованието въз основа на морални основания, защото „невежеството и безделието причиняват порок“. Но Схурман също заема позицията, че „който по природа има желание за изкуства и наука, е подходящ за изкуства и наука: жените имат това желание, следователно жените са подходящи за изкуства и наука“. Тя обаче не се застъпва за всеобщо образование или за образование за жените от по-нисшите класи. На мнение е, че дамите от висшите класи трябва да имат достъп до висше образование. Схурман подчертава, че жените могат да дадат ценен принос за обществото и твърди, че е необходимо за тяхното щастие да изучават богословие, философия и науки. Във връзка с „Учената прислужница“ Риве я предупреждава в писмо, че „въпреки че ни показахте това с благодат, Вашите убеждавания са напразни… Може да имате много почитатели, но никой от тях не е съгласен с Вас.“
De Vitæ Termino („За края на живота“) излиза в Лайден през 1639 г. Преведена е на нидерландски като Pael-steen van den tijt onses levens и е издадена в Дордрехт през 1639 г.
Dissertatio, de Ingenii Muliebris ad Doctrinam, & meliores Litteras Aptitudine е издадена от изд. „Елзевир“ в Париж през 1638 г. и в Лайден през 1641 г. Преведена е на много езици, вкл. на нидерландски, френски и английски. Тази работа твърди, използвайки средновековната техника на силогизъм, че жените трябва да бъдат образовани по всички въпроси, но не трябва да използват образованието си в професионална дейност или заетост и не трябва да се позволява образованито да се намесва в домашните им задължения. За времето си това е радикална позиция.
Opuscula Hebræa, Græca, Latina, Gallica. Prosaica et Metrica е издание на нейните събрани съчинения, включително кореспонденция на френски, латински, гръцки и иврит, публикувано от изд. „Елзевир“ и редактирано от Фридрих Шпанхайм, друг ученик на Жак дьо Лабади. Преиздадено е през 1650, 1652, 1723 и 1749 г.
Εὐκληρία seu Melioris Partis Electio.   Altona, Altonæ ad Albim, 1673. („Евклерия, или Изборът на по-добрата част“) е преведена на нидерландски и на немски. Това е защита на нейния избор да следва Жак дьо Лабади и теологичен трактат.

## Гравюри
Когато Схурман демонстрира артистичния си талант рано, баща ѝ я изпраща да учи при известната гравьорка Магдалена ван де Пасе през 1630-те години. Първата ѝ известна гравюра е автопортрет, създаден през 1633 г. За нея е трудно да изобразява ръце и затова намери начини да ги скрие във всичките си автопортрети. В друга гравюра на автопортрет, която тя създава през 1640 г., тя включва латинския надпис Cernitis hic picta nostros in imagine vultus: si negat ars formā[m], gratia vestra dabit („Вижте моето подобие, изобразено в този портрет: нека вашето благоволение усъвършенства работата, където изкуството се е провалило.“).

## Признание
- В своето произведение на изкуството „Вечерята“ (The Dinner Party) от 1974 – 1979 г. феминистката Джуди Чикаго ѝ посвещава един от 39-те комплекта за хранене.
- Между 2000 и 2018 г. мраморен бюст на ван Схурман е разположен в атриума на Камарата на представителите на нидерландския парламент в Хага.[38]
- Името на Схурман е показано на черна дъска със списък с най-достойните хора за нова версия на американския ситком „На по-добро място“ (епизод 11 от сезон 4).